# Sige montereyensis
Sige montereyensis är en ringmaskart som beskrevs av Hartman 1936. Sige montereyensis ingår i släktet Sige och familjen Phyllodocidae. Inga underarter finns listade i Catalogue of Life.